# Batalla de Nahrawan
La batalla de Nahrawan fou un combat lliurat el 658 a Jisr an-Nahrawan (Pont de Nahrawan, moderna Sifwa) a la regió de Diyala, a l'est del Tigris, Iraq.
S'hi van enfrontar les forces del califa Alí ibn Abi-Tàlib i els kharigites manats per Abd-Al·lah ibn Wahb, i es va lliurar el 7 de juliol del 658; el califa va obtenir la victòria. Els kharigites eren uns 2.800, dels quals només 8 van poder fugir, 400 van quedar ferits (i foren perdonats per Alí) i la resta van morir tots.